# Eladio Silvestre
Eladio Silvestre, noto semplicemente come Eladio (Sabadell, 18 novembre 1940), è un ex calciatore spagnolo, di ruolo difensore.

## Carriera
Giocò per la maggior parte della carriera nel Barcellona, con cui vinse due Coppe delle Fiere (1965-1966, 1971) e 3 Coppe del Re (1962-1963, 1967-1968, 1970-1971).

## Palmarès

### Club

#### Competizioni nazionali
- Coppa di Spagna: 3

Barcellona: 1962-1963, 1967-1968, 1970-1971

#### Competizioni internazionali
- Coppa delle Fiere: 1

Barcellona: 1965-1966